# Ugyops vitiensis
Ugyops vitiensis är en insektsart som beskrevs av George Willis Kirkaldy 1907. Ugyops vitiensis ingår i släktet Ugyops och familjen sporrstritar. Inga underarter finns listade i Catalogue of Life.